# Łubin Kościelny
Łubin Kościelny – wieś w Polsce położona w województwie podlaskim, w powiecie bielskim, w gminie Bielsk Podlaski. Leży przy drodze krajowej 66.
Do 1934 roku i w latach 1952–1954 miejscowość była siedzibą gminy Łubin Kościelny. W latach 1954–1972 wieś należała i była siedzibą władz gromady Łubin Kościelny. W latach 1975–1998 miejscowość administracyjnie należała do województwa białostockiego.
W Łubinie Kościelnym znajduje się straż pożarna, przychodnia lekarska, sklep, sala bankietowa, szkoła podstawowa z salą gimnastyczną oraz kościół rzymskokatolicki pw. Wniebowzięcia N.M.P, będący siedzibą parafii, której proboszczem jest ks. Adam Parzonka. Prawosławni mieszkańcy wsi przynależą do parafii pw. św. Jana Teologa w Augustowie.
17 maja 1945 r. w Bodakach w nierównej walce z NKWD i UB poległo 24 żołnierzy NSZ wraz z dowódcą por. Zbigniewem Zalewskim ps. „Drzymała”, „Orłowski” oraz 3 gospodarzy. Pochowano ich na cmentarzu w Klichach i Łubinie.

## Zabytki
- kościół parafialny pod wezwaniem Wniebowzięcia NMP, 1905–1909, nr rej.:A-33 z 16.09.1983[10].